# Exception de subrogation
L'exception de subrogation est un moyen de défense en droit civil, lorsque par la faute du créancier, la subrogation ne peut plus s'opérer en faveur de la caution. 
La conséquence est que la caution est déchargée de son obligation dans la mesure du préjudice qu'elle en subit. 
L'exception de subrogation est codifiée à l'article 2365 du Code civil du Québec et à l'article 2314 du code civil français.